# A Peasant Girl's Revenge (film 1912)
A Peasant Girl's Revenge è un cortometraggio muto del 1912 diretto da Warwick Buckland. Nel 1906, la Hepworth produsse un altro A Peasant Girl's Revenge diretto da Lewin Fitzhamon.

## Trama
In tribunale, una ragazza di campagna si vendica tradendo il suo seduttore.

## Produzione
Il film fu prodotto dalla Hepworth.

## Distribuzione
Distribuito dalla Hepworth, il film - un cortometraggio di una bobina - uscì nelle sale cinematografiche britanniche nel luglio 1912. Si conoscono pochi dati del film che, prodotto dalla Hepworth, fu distrutto nel 1924 dallo stesso produttore, Cecil M. Hepworth. Fallito, in gravissime difficoltà finanziarie, il produttore pensò in questo modo di per poter almeno recuperare il nitrato d'argento della pellicola.